# Позовна давність
Позовна давність — це строк, у межах якого особа може звернутися до суду з вимогою про захист свого цивільного права або інтересу. Загальна позовна давність за цивільним законодавством встановлюється тривалістю у три роки.
Для окремих видів вимог законом може встановлюватися спеціальна позовна давність: скорочена або триваліша порівняно із загальною позовною давністю.
Згідно з законодавством України позовна давність в один рік застосовується, зокрема, до вимог:
1. про стягнення неустойки (штрафу, пені);
2. про спростування недостовірної інформації, поміщеної у засобах масової інформації;
3. про переведення на співвласника прав та обов'язків покупця у разі порушення переважного права купівлі частки у праві спільної часткової власності;
4. у зв'язку з недоліками проданого товару;
5. про розірвання договору дарування;
6. у зв'язку з перевезенням вантажу, пошти;
7. про оскарження дій виконавця заповіту.

Позовна давність для вимог, що випливають з неналежної якості робіт за договором підряду на капітальне будівництво, визначається з дня прийняття роботи замовником і становить:
- один рік — щодо недоліків некапітальних конструкцій, а у разі якщо недоліки не могли бути виявлені за звичайного способу прийняття роботи, — два роки;
- три роки — щодо недоліків капітальних конструкцій, а у разі якщо недоліки не могли бути виявлені за звичайного способу прийняття роботи, — десять років;
- тридцять років — щодо відшкодування збитків, завданих замовникові протиправними діями підрядника, які призвели до руйнувань чи аварій.

Позовна давність, встановлена законом, може бути збільшена за домовленістю сторін. Договір про збільшення позовної давності укладається у письмовій формі. Позовна давність, встановлена законом, не може бути скорочена за домовленістю сторін.
Позовна давність не поширюється:
- на вимогу, що випливає із порушення особистих немайнових прав, крім випадків, встановлених законом;
- на вимогу вкладника до банку (фінансової установи) про видачу вкладу;
- на вимогу про відшкодування шкоди, завданої каліцтвом, іншим ушкодженням здоров'я або смертю, крім випадків завдання такої шкоди внаслідок недоліків товару, що є рухомим майном, у тому числі таким, що є складовою частиною іншого рухомого чи нерухомого майна, включаючи електроенергію;
- на вимогу страхувальника (застрахованої особи) до страховика про здійснення страхової виплати (страхового відшкодування);
- на вимогу центрального органу виконавчої влади, що здійснює управління державним резервом, стосовно виконання зобов'язань, що випливають із Закону України "Про державний матеріальний резерв".